# Clémence Gabrielle Monnerot
Clémence Gabrielle Monnerot (20 de agosto de 1816 – 4 de janeiro de 1911) era uma crioula nascida na Martinica e era esposa do aristocrata francês Arthur de Gobineau, que era mais conhecido por ajudar a legitimar racismo pelo uso de racismo científico e "demografia racial", e para desenvolver a teoria da raça superior ariana. 

## Casamento
Em 10 de setembro de 1846, Clémence casou-se com Arthur de Gobineau. Ela havia pressionado por um casamento apressado porque estava grávida de seu amigo em comum, Pierre de Serre, que a havia abandonado. Como católica praticante, ela não desejava dar à luz uma criança ilegítima. Como acontecia com sua mãe, Gobineau nunca estava totalmente certo sobre suas origens e, portanto, se suas duas filhas tinham ancestrais negros ou não, pois era uma prática comum para senhores de escravos franceses no Caribe tomarem as escravas como amantes.